# Georges Radici
 (mars 2019).
Si vous disposez d'ouvrages ou d'articles de référence ou si vous connaissez des sites web de qualité traitant du thème abordé ici, merci de compléter l'article en donnant les références utiles à sa vérifiabilité et en les liant à la section « Notes et références ».
Georges Radici, né le 5 janvier 1918 à Nogent-en-Bassigny et fusillé le 24 juillet 1947 au fort de Montrouge à Arcueil, est un milicien qui prit une part active à la Collaboration et intégra les Waffen SS.

## Biographie
Georges Radici participe à la Bataille de France et est décoré de la Croix de guerre avec palme en 1940. Démobilisé, il retourne dans sa ville de Chateaurenard. Il adhère au Service d'ordre légionnaire dont il devient le chef local en 1942. Il rejoint la Milice en 1943.
Le 1er août 1943, il devient attaché auprès du cabinet du préfet régional de Marseille.
Milicien, il fut membre du cabinet du maintien de l'ordre à Paris, sous la direction de Max Knipping.
A ce titre, il intervient dans deux affaires : celle de la mutinerie des Résistants de la Prison de la Santé, le 14 juillet 1944 et celle de l'exécution par la Milice de Georges Mandel.

### La répression de la mutinerie de la Santé
Le 14 juillet 1944, alors que les troupes alliées progressent, une mutinerie éclate dans la Prison de la Santé.Les Allemands veulent noyer la révolte dans le sang. Les Miliciens prennent les choses en main : Max Knipping aurait affirmé : « Aucune évasion n’est possible. Si nous attendons le petit jour, les mutins vont se fatiguer et la reprise en main sera facile. La Milice en fait son affaire.» Georges Radici, chef de cabinet de Knipping, au Maintien de l'ordre, est présent, dans le bureau du directeur de la Santé, accompagné de 200 miliciens de la Franc-Garde. Le matin du 15 juillet, 6 heures 30, les miliciens, de la garde de Paris et de gardiens de la paix armés de mitraillettes interviennent conjointement avec les Allemands. Une fois les mutins arrêtés, Radici mène l'enquête aux côtés de l’inspecteur général de la Milice Georges-Louis Marionnet. Il tente de trier les meneurs parmi les jeunes Résistants de la 9e division d'où est partie la mutinerie.
Max Knipping persuade les Allemands que la tenue d’une cour martiale était préférable à des exécutions sommaires. Les Miliciens font admettre le chiffre de 40 à 50 hommes à fusiller. Darnand (qui est à Vichy) donne son accord. Il désigne Pierre Gallet comme président de la cour martiale. « Je serai moi-même assesseur, ajoute Max Knipping, en compagnie de Georges Radici. » Cette cour martiale improvisée condamne 28 détenus à mort. Les miliciens justifient ces condamnations par la crainte que les Allemands en abattent davantage. Les condamnés sont fusillés dans la soirée sur sept poteaux plantés dans le chemin de ronde, côté rue Jean Dolent.

### Dans les Waffen-SS
A la fin de la guerre, il intègre la Division Charlemagne. Il est adjoint du commandeur Jean Boudet-Gheusi. Il reçoit la Croix de fer de 2e classe et obtient le grade de Untersturmführer (décerné en avril 1945).

### Procès
Le 2 mai 1945, il est arrêté par les Anglais, en compagnie de Jean Boudet-Gheusi. Il est alors en retraite vers l'Ouest avec les débris du bataillon 58, petit reste de son unité de départ. Il est démobilisé le 5 février 1946, sous une fausse identité allemande. Identifié, il est livré à la gendarmerie française, le 24 avril 1946.
Il est emprisonné à Fresnes et condamné à mort par la Cour de justice de la Seine. Il est condamné à la confiscation de ses biens et à la dégradation nationale pour intelligence avec l'ennemi. Sa demande de grâce est rejetée. Il est fusillé le 24 juillet 1947, au Fort de Montrouge.